# 希爾馬 (加利福尼亞州)
希爾馬（英語：Hilmar）是位於美國加利福尼亞州默塞德縣的一個非建制地區。該地的面積和人口皆未知。

## 地理
希爾馬的座標為37°24′31″N 120°51′01″W / 37.40861°N 120.85028°W，而該地的平均海拔高度為28米（即92英尺）。